# Стивън Тайлър
Стивън Виктор Таларико (на английски: Steven Victor Tallarico), по-известен като Стивън Тайлър (на английски: Steven Tyler), е американски музикант, по-известен като вокалист на групата „Аеросмит“.

## Биография
Стивън Виктор Таларико е роден в Ню Йорк, САЩ, на 26 март 1948 г. Баща му е от италиано-немски произход. Майка му е с украински корени. През 1970 година Стивън Тайлър основава групата „Аеросмит“ заедно с Том Хамилтон и Джо Пери. Въпреки проблемите си с наркотиците Стивън Тайлър става световноизвестен, а групата „Аеросмит“ се превръща в една от легендите на рока.
В последните години Тайлър преживява операция на гръкляна и се бори с Хепатит С, като вече се смята за напълно излекуван.
Стивън Тайлър е баща на актрисата Лив Тайлър.